# Fermín Francisco de Carvajal-Vargas
Fermín Francisco de Carvajal-Vargas, (in spagnolo: Fermín Francisco de Carvajal Vargas y Alarcón) (Quirihue, 16 settembre 1722 – Madrid, 22 gennaio 1797), è stato un ufficiale e politico spagnolo.

## Biografia
Discendente da una delle famiglie più potenti del sud del Cile, egli era il figlio legittimo di Luis de Carvajal-Vargas, e di sua moglie, Doña Luisa de Alarcón Cortés-Monroy.
Nel corso degli anni, la sua famiglia ottenne una serie di titoli nobiliari, sia per meriti personali che per risarcimento. Ebbero una grande influenza anche se, allo stato attuale, la loro memoria è quasi del tutto scomparsa.
Nel 1726 suo padre morì e sua madre si risposò, il 21 luglio 1731, con il capitano Francisco Pascual de Roa, sindaco di Itata (nel 1743) e di Concepción (1757-1760).
Don Francisco Pascual de Roa riverse su Fermín tutto l'amore e l'attenzione che un genitore poteva dare.

## Carriera
Fermín è stato mandato in Perù per iniziare la sua formazione. Nel 1750 venne eletto come sindaco di Lima. Viaggiò lungo la penisola e venne promosso al grado di colonnello, il 2 luglio 1755.
Ancora una volta si recò in Spagna, nel 1768 e si dimette da sindaco. Nel 1769 tornò a Lima: fu nominato comandante delle armate reali (1771), grande di Spagna (2 aprile 1780) e la concessione del titolo di Duca di San Carlos, la promozione a maresciallo di campo e la promozione a tenente generale.

Ritratto di Doña Joaquina Magdalena Brun, Museo storico nazionale del Cile, Santiago del Cile.

## Matrimonio
Sposò, l'11 giugno 1741 nella Cattedrale di Lima, Joaquina Magdalena Brun, figlia del dottor Tomás Brun e di Doña Catalina Isidora de Carvajal. Questa unione non poteva essere più vantaggiosa per Fermín: Tomás Brun deteneva il titolo di Marchese di Castelfuerte e ricopriva il ruolo di presidente della corte del tribunale reale di Lima; Doña Catalina Isidora de Carvajal possedeva tre titoli: Marchesa de Monterrico, contessa del Puerto e contessa de Castillejo, ed era patrona de la provincia francescana de Los Doce Apóstoles.
Ebbero quattro figli:
- María Magdalena de Carvajal-Vargas (1743-?), sposò Nicolás Manrique de Lara;
- Mariano Joaquín de Carvajal-Vargas;
- Diego Melchor de Carvajal;
- Luis Firmin de Carvajal (1752-1794).